# Rhodotoxotis
Rhodotoxotis is een geslacht van vlinders van de familie bladrollers (Tortricidae).

## Soorten
- R. arciferana (Mabille, 1900)
- R. heteromorpha Diakonoff, 1992
- R. phylochrysa Diakonoff, 1992
- R. plutostola Diakonoff, 1992